# Verona Volley Femminile
Maillots
Le Verona Volley Femminile  est un ancien club italien de volley-ball basé à Vérone qui a fonctionné de 2009 à 2013.

## Historique
En 2013, Verona Volley Femminile a fusionné avec Promoball Volleyball Flero.

## Effectifs

### Saison 2012-2013
Entraîneur : Giorgio Nibbio  Italie
| No  | Nom                      | Date de Naissance  | Taille | Poids | Nationalité | Poste                     |
| --- | ------------------------ | ------------------ | ------ | ----- | ----------- | ------------------------- |
| 1.  | Ivana Kujundžić          | 7 septembre 1987   | 186    |       | Serbie      | Réceptionneuse-attaquante |
| 3.  | Rossella Giorgi          | 9 mars 1981        | 173    |       | Italie      | Libero                    |
| 5.  | Silvia Lotti             | 17 juin 1992       | 188    | 72    | Italie      | Réceptionneuse-attaquante |
| 7.  | Marie-Pier Murray-Méthot | 23 mars 1986       | 185    | 83    | Canada      | Réceptionneuse-attaquante |
| 8.  | Giorgia Tanturli         | 1er septembre 1981 | 168    |       | Italie      | Passeuse                  |
| 9.  | Lorenza Lupidi           | 1er août 1992      | 189    |       | Italie      | Réceptionneuse-attaquante |
| 10. | Melissa Martinelli       | 23 mars 1993       | 186    |       | Italie      | Centrale                  |
| 11. | Sara Menghi              | 18 mai 1983        | 183    |       | Italie      | Centrale                  |
| 12. | Michela Catena           | 11 septembre 1991  | 191    |       | Italie      | Réceptionneuse-attaquante |
| 13. | Flavia Assirelli         | 26 septembre 1990  | 183    |       | Italie      | Centrale                  |
| 14. | Serena Milani            | 25 janvier 1996    | 170    |       | Italie      | Passeuse                  |
| 16. | Sara Bassani             | 16 octobre 1994    | 178    |       | Italie      | Réceptionneuse-attaquante |
| 18. | Michela Moschini         | 9 octobre 1993     | 163    |       | Italie      | Libero                    |